# Браян Вілсон
Браян Дуглас Вілсон (англ. Brian Douglas Wilson; нар. 20 червня 1942, Інглвуд, Каліфорнія — 11 червня 2025) — американський рок-музикант, композитор і музичний продюсер, особливо відомий як один із засновників, бас-гітарист, вокаліст, аранжувальник і продюсер гурту «The Beach Boys». Його часто називали генієм за новаторські підходи до поп-композиції та майстерне володіння технікою звукозапису, він широко визнаний як один з найбільш новаторських і значущих авторів пісень 20-го століття. Його найвідоміші роботи вирізняються високою ціною виробництва, складними гармоніями та оркестровками, вокальними нашаруваннями та інтроспективними темами. Він також був відомий своїм універсальним фальцетом, який деградував після 1970-х років.
На формування Вілсона вплинули Джордж Гершвін, The Four Freshmen, Філ Спектор та Берт Бакарак. У 1961 році він розпочав свою професійну кар'єру у складі гурту Beach Boys, де був автором пісень, продюсером, співвокалістом, бас-гітаристом, клавішником і фактичним лідером гурту. Після підписання контракту з Capitol Records у 1962 році він став першим поп-музикантом, який написав, аранжував, продюсував і виконував свій власний матеріал. Він також продюсував такі гурти, як The Honeys та American Spring. До середини 1960-х років він написав або став співавтором понад двох десятків хітів, що увійшли до американського Топ-40, серед яких «Surf City» (1963), «I Get Around» (1964), «Help Me, Rhonda» (1965) та «Good Vibrations» (1966). Вважається одним з перших авторських музичних продюсерів і перших рок-продюсерів, які почали використовувати студію як інструмент.
Зіткнувшись із психічним розладом, Вілсон пережив нервовий зрив наприкінці 1964 року і відмовився від регулярних концертних турів, щоб зосередитися на написанні пісень і продюсуванні, що призвело до таких робіт, як «Pet Sounds» для Beach Boys і його перший сольний реліз «Caroline, No» (обидва 1966 року), а також незавершений альбом «Smile». Наприкінці 1960-х його продуктивність і психічне здоров'я значно погіршилися, що призвело до періодів відлюдництва, переїдання та зловживання алкоголем і наркотичними речовинами. Його першим професійним поверненням став майже сольний альбом The Beach Boys Love You (1977). У 1980-х роках він створив суперечливе творче та ділове партнерство зі своїм психологом Юджином Ленді і відновив свою сольну кар'єру з однойменним альбомом Brian Wilson (1988). Вілсон розійшовся з Ленді у 1991 році і регулярно гастролював з 1999 по 2022 рік. У 2004 році він завершив роботу над версією «Smile», яка принесла йому найбільше визнання як сольному виконавцю.
Досягнення Вілсона як продюсера, який провістив визнання популярної музики як виду мистецтва, допомогли започаткувати еру безпрецедентної творчої автономії для артистів, підписаних лейблами. Він вважається важливою фігурою для багатьох музичних жанрів і течій, включаючи каліфорнійський саунд, артпоп, психоделію, камерний поп, прогресивну музику, панк, маргінальну музику і саншайн-поп. З 1980-х років його вплив поширився на такі стилі, як постпанк, інді-рок, емо, дрім-поп, shibuya kei та чілвейв. Він отримав численні галузеві нагороди, включаючи дві премії Греммі та Почесну відзнаку Центру Кеннеді, а також номінації на премію «Золотий глобус» та прайм-тайм премію «Еммі». Включений до Зали слави рок-н-ролу в січні 1988 (у складі «The Beach Boys»), Зали слави піснярів (англ. Songwriters Hall of Fame) в 2000 році, та британської Зали музичної слави (UK Music Hall of Fame) в 2006 році. Входить у рейтинг «100 геніїв сучасності». Його життя і кар'єра були драматично показані в біографічному фільмі «Любов і милосердя» 2014 року. Він помер у 2025 році.

## Сольна дискографія
- Brian Wilson (12 липня 1988)
- I Just Wasn't Made for These Times (15 серпня 1995)
- Orange Crate Art (з Веном Дайком Парксом) (24 жовтня, 1995)
- Imagination (16 червня 1998)
- Live at the Roxy Theatre (червень 2000)
- Pet Sounds Live (11 червня 2002)
- Gettin' in Over My Head (22 червня 2004)
- SMiLE (28 вересня 2004)
- What I Really Want for Christmas (18 жовтня 2005)
- That Lucky Old Sun (2 вересня 2008)